# Malcocinado

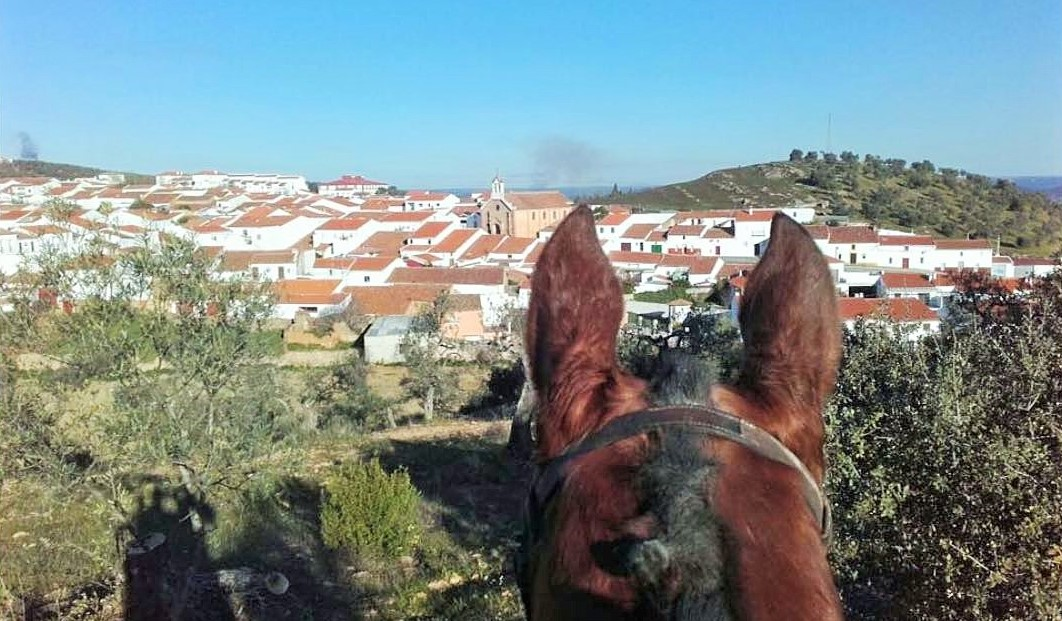

Malcocinado est une commune d’Espagne, dans la province de Badajoz, communauté autonome d'Estrémadure.

## Personnalités liées à la ville
- Valentín González, dit « El Campesino » (1904-1983), militaire républicain durant la guerre d'Espagne[1].